# Lista conților de Blois

Blazonul inițial a conților de Blois, a Casei Blois.

Blazonul conților de Blois a Casei Châtillon.

Comitatul de Blois a fost în Evul Mediu unul dintre principalele teritorii ale Franței.
Robert le Fort a numit în Blois - ca și în alte mari orașe de pe Loara- un viconte, lăsând moștenire pământul ginerelui său, Vicontele de Tours, care a fondat Casei Blois.
Fiul său Theobald I. a luat în posesie 956/960 Comitatul de Chartres și Comitatul de Châteaudun. Extinderea comitatului a variat în decursul timpului. În următoarea generație s-au adăugat Comitatul de Beauvais și Comitatul de Dreux, 1019-1025 Comitatul de Troyes și Comitatul de Meaux, care mai târziu a format provincia Champagne, precum și Comitatul de Sancerre. Comitatul Blois era în 1231 pe cale de dispariție, trecând indirect în 1241 la Casa Châtillon.  Aceste posesiuni au fost în cele din urmă vândute de către Ioana de Châtillon în 1391 Ducelui de Orleans. În 1439, regiunea din jurul Châteaudun a fost separată sub numele de comitatul de Dunois, pentru Jean Dunois.

## Conți
- Guillaume (???–834)
- Odo (834–865)
- Robert (865–866)
- Warnegald (878–906), doar viconte
- Gello (906–928), doar viconte
- Theobald I (928–975), doar viconte până în 960
- Odo I (975–995)
- Theobald al II-lea (995–1004)
- Odo al II-lea (1004–1037), de asemenea conte de Troyes
- Theobald al III-lea (1037–1089), de asemenea conte de Troyes
- Ștefan Henric (1089–1102), de asemenea conte de Meaux
- Guillaume cel Simplu (1102–1107), ulterior conte de Sully
- Theobald al IV-lea (1107–1152), de asemenea conte de Champagne
- Theobald al V-lea (1152–1191)
- Ludovic I (1191–1205)
- Theobald al VI-lea (1205–1218)
- Margareta (1218–1230)
  - Valter (1218–1230)
- Maria (1230–1241)
  - Ugo I (1230–1241)
- Ioan I (1241–1279)
- Ioana (1279–1292)
- Ugo al II-lea (1292–1307)
- Guy I (1307–1342)
- Ludovic al II-lea (1342–1372)
- Ioan al II-lea (1372–1381)
- Guy al II-lea (1381–1397)
- Ludovic al IV-lea (1397–1407), de asemenea duce de Orléans
- Carol (1407–1465), de asemenea duce de Orléans
- Ludovic al V-lea (1465–1498), de asemenea duce de Orléans și rege al Franței
- În domeniul regal.
- Gaston (1626–1660), de asemenea duce de Orléans
- Definitiv înglobat în domeniul regal.